# Antônio do Prado da Cunha
Antônio do Prado da Cunha foi um bandeirante, alferes e depois Capitão de uma das companhias que criou Fernão Dias em sua famosa bandeira de 1674 para o descobrimento das esmeraldas. Silva Leme descreve sua família no volume III pg 244 de sua Genealogia Paulistana.
Filho de João do Prado da Cunha e Mécia Raposo de Siqueira, em 8 de setembro de 1698 casou com Maria Pires de Camargo, filha do sertanista Jerônimo de Camargo.